# Louis de Noé
Pour les articles homonymes, voir Noé.
Pour les autres membres de la famille, voir Famille de Noé.
Le vicomte Louis de Noé, né le 23 juin 1723 à L'Isle-de-Noé et mort le 11 janvier 1793, est un noble français, maire de Bordeaux du 2 mars 1767 à 1790.

## Biographie
Louis de Noé nait à L'Isle-de-Noé, prés d'Auch dans l'actuel département du Gers le 23 juin 1723, issu d'une famille noble dont la généalogie est établie depuis le XIe siècle. Il est le cadet des sept enfants de Marc-Roger de Noé, vicomte de Noé mort en 1733 et de Marie-Charlotte Colbert de Saint-Mars. L'évêque de Lescar Marc-Antoine de Noé est son frère. Le planteur propriétaire d'esclaves et officier Louis-Pantaléon de Noé est son cousin germain. Il est admis aux honneurs de la cour en 1753,.
Il fait carrière dans la marine de guerre, où il participe à plus de dix campagnes, atteignant en 1751 le grade de lieutenant de vaisseau. Pour raison de santé, il quitte le service en 1757, promu alors capitaine de vaisseau.

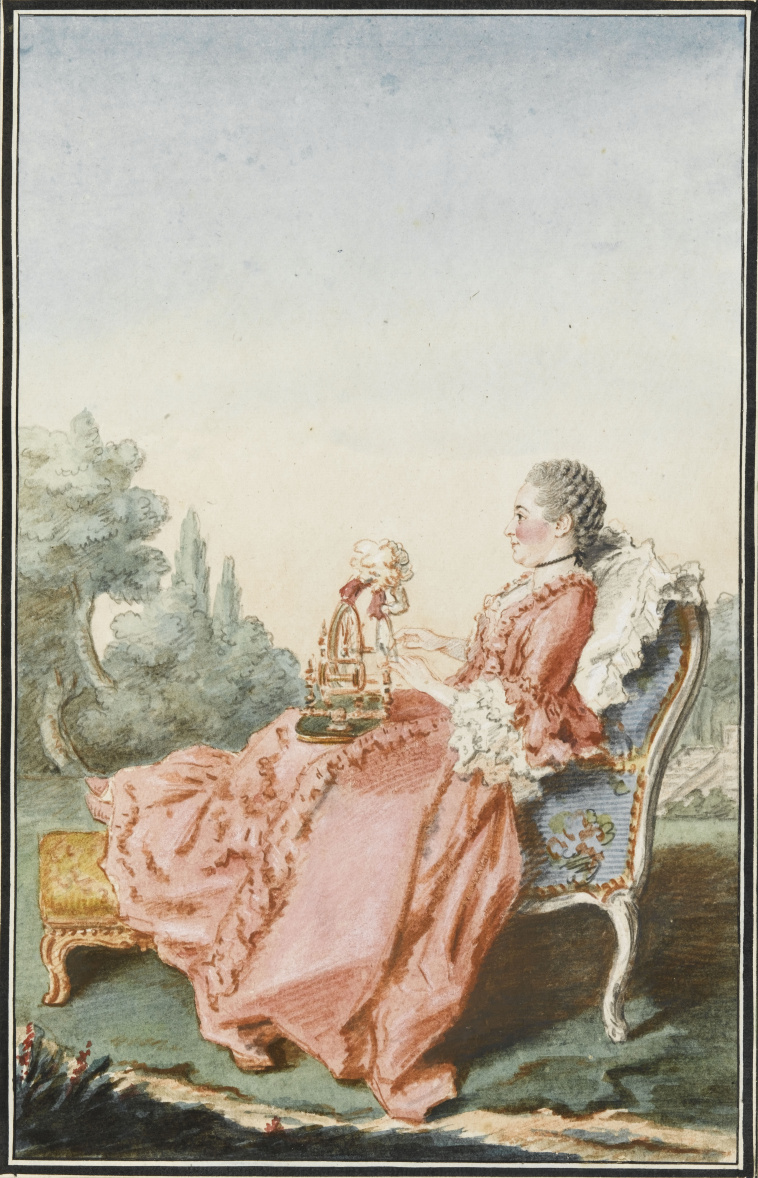
Marguerite Elisabeth Flavie de Cohorn de La Palun, son épouse

Il épouse en 1752 Madeleine-Elisabeth-Flavie de Cohorn de la Palun. Un fils Charles-Louis leur nait le 24 février 1754, sans postérité.
Il assume, au moins en 1769, charge de chambellan du duc d'Orléans.
Il est nommé maire perpétuel de Bordeaux le 2 mars 1767, mais ne s'y installe qu'en 1769, préférant vivre à la cour.
Il fait consigner un certificat de vie (comprendre : une preuve qu'il n'a pas émigré comme beaucoup de nobles à la Révolution) le 10 janvier 1790.

## Mandature
Malgré 23 ans de fonction, l'empreinte de Louis de Noé sur la ville de Bordeaux est négligeable : d'une part il n'y réside pratiquement pas, préférant Paris et la cour de Versailles à la capitale de Guyenne ; d'autre part, conséquence d'une volonté constante, de Louis XIV à Louis XVI, de réduire le pouvoir de la bourgeoisie et des communes dans le royaume, maire et jurats voient leurs prérogatives affaiblies au profit des Intendants : en 1771, le duc de Richelieu fait révoquer le Parlement de Bordeaux pour y installer ses fidèles.
En 1773, Louis de Noé implante à Bordeaux une des premières loges du Grand Orient de France, qui vient d'être créé.
Des altercations surviennent entre le duc de Richelieu et le maire, notamment au sujet du choix de l'architecte du Grand Théâtre ; après un incident lors de l'inauguration de la salle en 1780, Richelieu ordonne son arrestation. Le vicomte s'exile en Angleterre, d'où il ne rentrera qu'à la mort du duc en 1788. L'autorité du maire, « véritable fantôme », est inexistante et la jurade elle-même est cantonnée à un rôle administratif.
En avril 1789, les 240 délégués choisis par les trois États de Guyenne choisissent parmi eux quatre-vingt-dix électeurs chargés de désigner les quatre députés de Bordeaux aux États Généraux. Ce groupe de quatre-vingt-dix, négociants, avocats, médecins, bourgeois, citoyens avisés, se constitue en comité permanent dans le but affirmé d'assurer l'ordre public et d'administrer la ville : ils vont assurer pendant plusieurs mois l'administration de Bordeaux, remplaçant maire, jurats, gouverneur et intendant tout à la fois.